# Jay e Silent Bob
Jay e Silent Bob sono due personaggi ideati dal regista statunitense Kevin Smith.
Silent Bob (lett. "Bob il silenzioso", poiché non parla quasi mai) è interpretato dallo stesso Smith, mentre Jay è interpretato da Jason Mewes.

## Caratterizzazione
Silent Bob è stato tradotto in diversi modi nei vari film in cui è comparso, tra questi "Zittino Bob" (in Dogma), "Bob il taciturno" e "Bob Linguasecca" (in Clerks II). Divenuti popolari grazie al successo del primo film di Smith, Clerks - Commessi (1994), sono poi apparsi in tutte le pellicole appartenenti al View Askewniverse, ed anche in altri film, serie televisive e videoclip musicali, tra cui il video Because I Got High di Afroman, il film Scream 3 di Wes Craven e la serie TV Degrassi: The Next Generation.
Jay & Silent Bob sono due piccoli spacciatori del New Jersey che trascorrono la maggior parte del loro tempo a posteggiare fuori da un negozio a vendere marijuana. Jay si esprime in maniera molto sboccata, farcendo i discorsi di parolacce; molto loquace e spesso logorroico, ha circa trent'anni ed è alto intorno al 1,80 m ed ha i capelli lisci, lunghi e biondi. Il suo tipico abbigliamento è un cappello di lana e vestiti da rapper. Bob ha capelli medio lunghi, barba e indossa perennemente un cappello da baseball dei New York Yankees, un cappotto di lana verde scuro e, da com'è implicato dal suo stesso nome, parla raramente. Di indole molto buona e pacifica, asseconda Jay in tutti i suoi turpiloqui. Inoltre è un accanito fumatore. Il loro primo incontro è avvenuto quando erano ancora molto piccoli davanti al Quick Stop Groceries.
Sebbene siano solitamente personaggi di contorno, nei film in cui sono presenti fanno da tratto d'unione tra le varie storie della città in cui si trovano e dei loro abitanti. Con le loro trovate a volte demenziali, risultando essere protagonisti dei momenti più apprezzabili delle pellicole, tanto da aver spinto il loro creatore a girare nel 2001 un film interamente incentrato su di loro, Jay & Silent Bob... Fermate Hollywood!, a cui ha poi fatto seguito Jay e Silent Bob - Ritorno a Hollywood (2019), e nel quale appaiono come personaggi secondari molti dei protagonisti delle pellicole precedenti di Kevin Smith.

## Filmografia
Le opere a cui Jay & Silent Bob hanno partecipato:
- Clerks - Commessi (Clerks), regia di Kevin Smith (1994)
- Generazione X (Mallrats), regia di Kevin Smith (1995)
- In cerca di Amy (Chasing Amy), regia di Kevin Smith (1997)
- Dogma, regia di Kevin Smith (1999)
- Scream 3, regia di Wes Craven (2000)
- Jay & Silent Bob... Fermate Hollywood! (Jay and Silent Bob Strike Back), regia di Kevin Smith (2001)
- Clerks II, regia di Kevin Smith (2006)
- Jay e Silent Bob - Ritorno a Hollywood, regia di Kevin Smith (2019)
- Clerks III, regia di Kevin Smith (2022)
- That '90s Show – serie TV (2024)